# 47, el muerto
47, el muerto é um curta-metragem argentino de 2000, dirigido por Adrián Dentoni e Fernando Gabriel Sosa.  Em 2003, a obra recebeu uma menção especial da Universidade Nacional de Córdoba.

## Relevância
O curta é considerado um dos primeiros exemplos do subgênero de terror de revisionismo histórico na América Latina.